# Sven Lõhmus
Sven Lõhmus, född 13 juli 1972, är en estnisk musikproducent som skrivit musik för flera baltiska artister, bland andra Vanilla Ninja, Suntribe och Urban Symphony. Lõhmus är i Eurovision Song Contest 2011 mannen bakom Estlands bidrag Rockefeller Street, som framförs av Getter Jaani.